# Isaac Puente
Isaac Puente Amestoy (Las Carreras, Abanto Ciérvana; 3 de junio de 1896-Pancorbo; 1 de septiembre de 1936) fue un médico anarquista español, residente en la localidad alavesa de Maestu, activista de la Confederación Nacional del Trabajo (CNT) y la Federación Anarquista Ibérica (FAI)
Persona de gran influencia en su época, especialmente en los círculos anarquistas y médicos, debido a su célebre folleto “La finalidad de la CNT-AIT, el comunismo libertario” con una tirada de casi 100.000 ejemplares en tres años, desde su primera edición en 1933. 
Según la activista feminista y Ministra de Sanidad y Asuntos Sociales en 1936 y 1937, Federica Montseny, "sin duda, el doctor Isaac Puente fue el principal inspirador de los logros colectivos de la República Española".

## Biografía
Isaac Puente Amestoy nació el 3 de junio de 1896 en Las Carreras —pedanía de Abanto Ciérvana— fue el tercero de seis hermanos. Su padre, Lucas Puente García, nacido en Bustasur, fue oficial en el ejército 
carlista y al ser derrotado se exilió en 1876 a Francia. La madre, Josefa Amestoy Hermoso de Mendoza, era natural de Lanciego. En 1911 la familia se trasladó a Vitoria, donde ejercieron de farmacéuticos tanto su padre (Lucas) como su hermano mayor (Federico).
Isaac Puente estudió como alumno externo los cuatro primeros años de bachillerado en el colegio de los Jesuitas de Orduña, residiendo en casa de su padrino, el notario Isaac Uriarte. Finalizó los dos años de bachiller en el Instituto de Vitoria. En 1913 estudió primero de medicina en Santiago de Compostela, finalizando la carrera en 1918 en Valladolid. Tras realizar el servicio militar, empezó a ejercer como médico rural en Cirueña; obteniendo en 1919 la plaza de médico titular del partido de Maestu, con sus 20 pueblos de la comarca, donde ejerció el resto de su vida. El 12 de mayo de 1919, Isaac Puente casó con Luisa García de Andoin, con la que tuvo dos hijas, Emeria y Araceli.
Desde 1930 se desarrolló su mayor actividad política al ser nombrado diputado provincial de Álava, por ser elegido representante del Colegio de Médicos de Álava. Fue detenido y encarcelado en tres ocasiones: en Maeztu (el 16 de abril de 1932) durante un mes, en Zaragoza (el 16 de diciembre de 1933) durante 5 meses, y en su casa de Maeztu (el 28 de julio de 1936) siendo fusilado el 1 de septiembre de 1936 —al inicio de la guerra civil española— probablemente en las inmediaciones de la localidad burgalesa de Pancorbo, por su condición de anarquista.

### Ideología y actividades
Fue un importante teórico libertario durante el período republicano. 
Las cuestiones de salud jugaron un triple papel en la estructuración del pensamiento anarquista en España, tras lo cual aparecieron a finales del siglo XIX. Durante la dictadura de Primo de Rivera (1923 – 1931), la represión de las actividades sindicales por parte de la dictadura militar tuvo un impacto en la organización anarquista, redireccionando la actividad hacia los aspectos culturales del movimiento anarquista, en particular la salud. La participación de los "sanitarios" en la corriente libertaria tuvo proporciones verdaderamente estructurantes, especialmente el papel muy activo desde el punto de vista ideológico, teórico y práctico de tres médicos, Isaac Puente, Félix Martí Ibáñez y Juan Antonio Lorenzo Benito.
Está considerado uno de los autores más influyentes de los años de la Segunda República Española por su célebre folleto "La finalidad de la CNT-AIT, el comunismo libertario", una tirada de casi 100.000 ejemplares en tres años, que inspiró la resolución final del congreso de la CNT en Zaragoza en mayo de 1936.

### Medicina rural y naturista

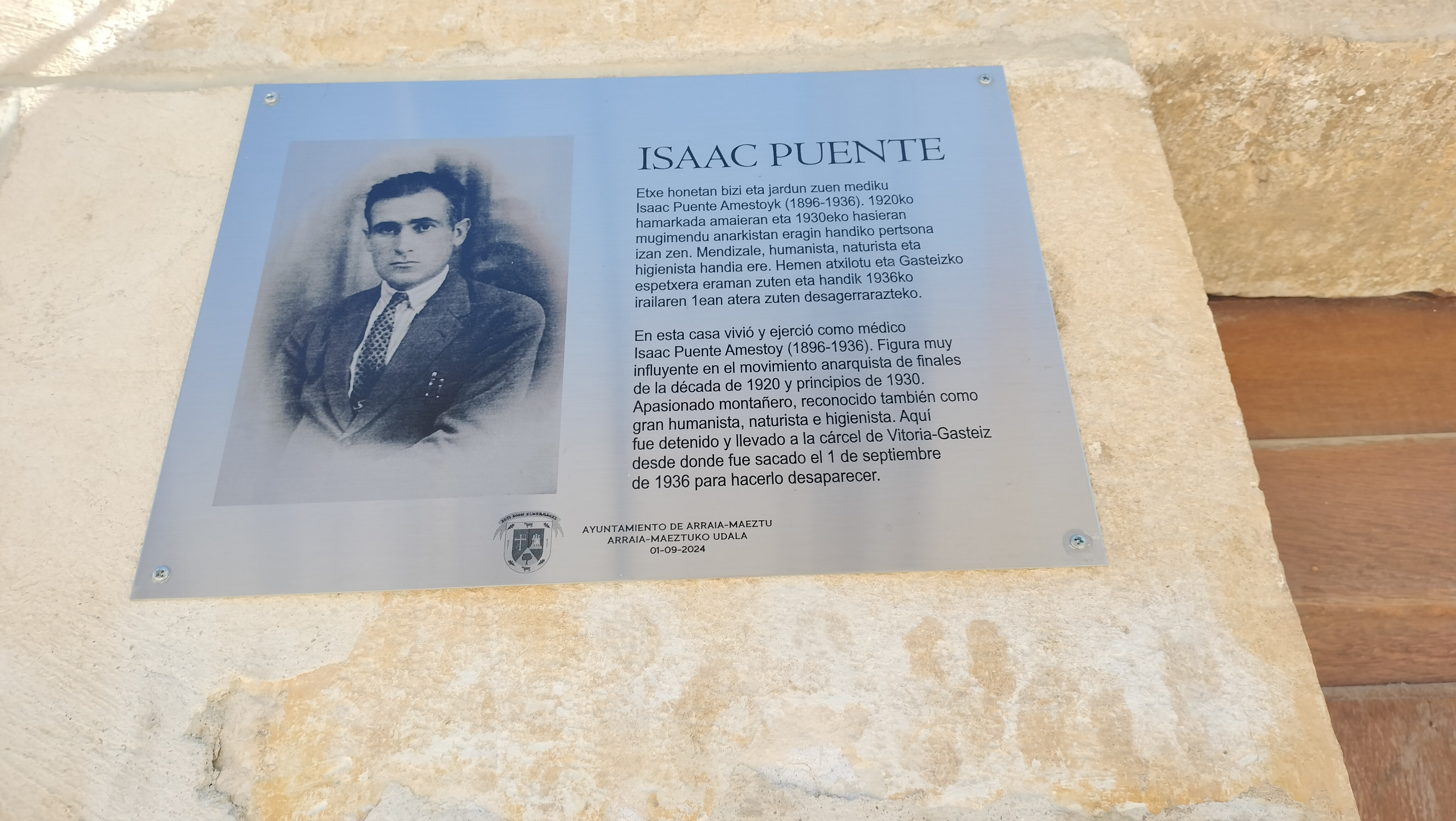
Placa colocada en su casa de Maeztu, Alava

Practicó la medicina rural y natural, una medicina que privilegia la prevención sobre la terapia. Fue uno de los principales divulgadores del neomalthusianismo, el feminismo y las prácticas anticonceptivas. Ferviente defensor de la gratuidad de la asistencia sanitaria, su humanismo fue compartido por los pacientes: "Aún hay personas mayores que lo recuerdan como un gran médico, que siempre estuvo del lado de los más vulnerables", afirma Francisco Fernández de Mendiola, autor del biografía más completa.
Defendía puntos de vista neomalthusianos, eugenistas y naturistas, y era un defensor de la higiene y el fin de la prostitución y estaba a favor del feminismo. Colaboró en prensa como divulgador de cuestiones de salud y sexualidad en revistas como Iniciales, Generación Consciente, Estudios —con el seudónimo «Un médico rural».— u Orto, entre otras muchas.
Partidario de la prevención, de la información clara y veraz y del cuidado del cuerpo, defendió una poderosa asociación entre salud y revolución.

## Lucha política
En 1923, comenzó a colaborar con revistas y periódicos anarquistas de la época, estimulado por el encuentro con los miembros de la CNT de la capital alavesa.
A partir de 1930 pasó a ser miembro activo de la Confederación Nacional del Trabajo y de la Federación Anarquista Ibérica. En este cargo participó en 1931 en la fundación de la Federación Nacional de Sanidad de la Confederación Nacional del Trabajo con Augusto Alcrudo Solórzano. En 1930, aunque conocido por sus posiciones anarquistas, fue elegido diputado provincial y representante del Colegio de Médicos de Álava. Una primera experiencia política que acabó en decepción : desde su elección, dimitió pocos meses después de no haber podido cumplir sus promesas electorales.
Participó con Durruti y Cipriano Mera a la insurrección anarquista de enero de 1933 en las regiones de Aragón y La Rioja, liderada por la CNT contra el gobierno republicano de Manuel Azaña. Este levantamiento (o revolución de diciembre de 1933 en palabras de la CNT), pretendía implantar el comunismo libertario y se extendió por zonas de Extremadura, Andalucía, Cataluña y la cuenca minera de León. El día 14, el gobierno republicano de Manuel Azaña declaró el estado de guerra y el ejército intervino para restablecer el orden. El día 15 la CNT dio la orden de volver al trabajo y al día siguiente la policía detuvo al comité revolucionario. Isaac Puente Amestoy fue detenido el 16 de diciembre de 1933 en Zaragoza, una cuarta detención (el 16 de abril de 1932, en mayo y en junio de 1933). Encarcelado, torturado y procesado, fue amnistiado en mayo de 1934, como todo el Comité, por la presión huelguista de la CNT.

## Ejecución por las tropas de Franco
Su muerte en septiembre de 1936 está ligada a la llegada a Vitoria de José Millán-Astray, general fundador de la Legión, encargado de la propaganda franquista.
Durante el golpe de Estado de julio de 1936 se encontraba en su casa de Maeztu, cerca de Vitoria, como médico en una zona en poder de Franco. Parece que aunque amenazado se arriesgó a atender a los heridos, lo que motivó su detención en su domicilio la noche del 28 de julio de 1936. A pesar de un intento de intercambio de prisioneros, fue fusilado, como miles de personas más durante el verano, durante la noche del 31 de agosto al 1 de septiembre.
Se cree que sus restos todavía se encuentran en una fosa común. Hay quienes la ubican cerca de Pancorbo,y otras hipótesis hablan de Pangua. Los intentos de su familia de encontrar un rastro de ADN durante los entierros de 2005 no tuvieron éxito.Personaje de gran influencia en su tiempo, sobre todo en los círculos anarquistas y médicos, su asesinato fue condenado por múltiples personalidades de la época, fueran de izquierdas o de derechas.

## Obra
- Divulgación de la embriología, Valencia, Biblioteca de Generación Consciente, 1925
- Neomalthusianismo. Revista Estudios. Octubre de 1930, p.2-4.
- Higiene individual o privada (1930)
- Los microbios y la infección (1931)
- El comunismo libertario. Sus posibilidades de realización en España, Valencia, Biblioteca de Estudios, 1932
- El Comunismo Libertario y otras proclamas insurreccionales y naturistas (1933)
- La fiebre, sus causas, su tratamiento, Valencia, Biblioteca de Estudios, 1934
- Tratamiento de la impotencia sexual, Valencia, Biblioteca de Estudios, 1935
- La Higiene, la Salud y los Microbios, Valencia, Biblioteca de Estudios, 1935
- Propaganda, Barcelona, Tierra y Libertad, 1938 (recopilación póstuma de artículos).

## Reconocimientos

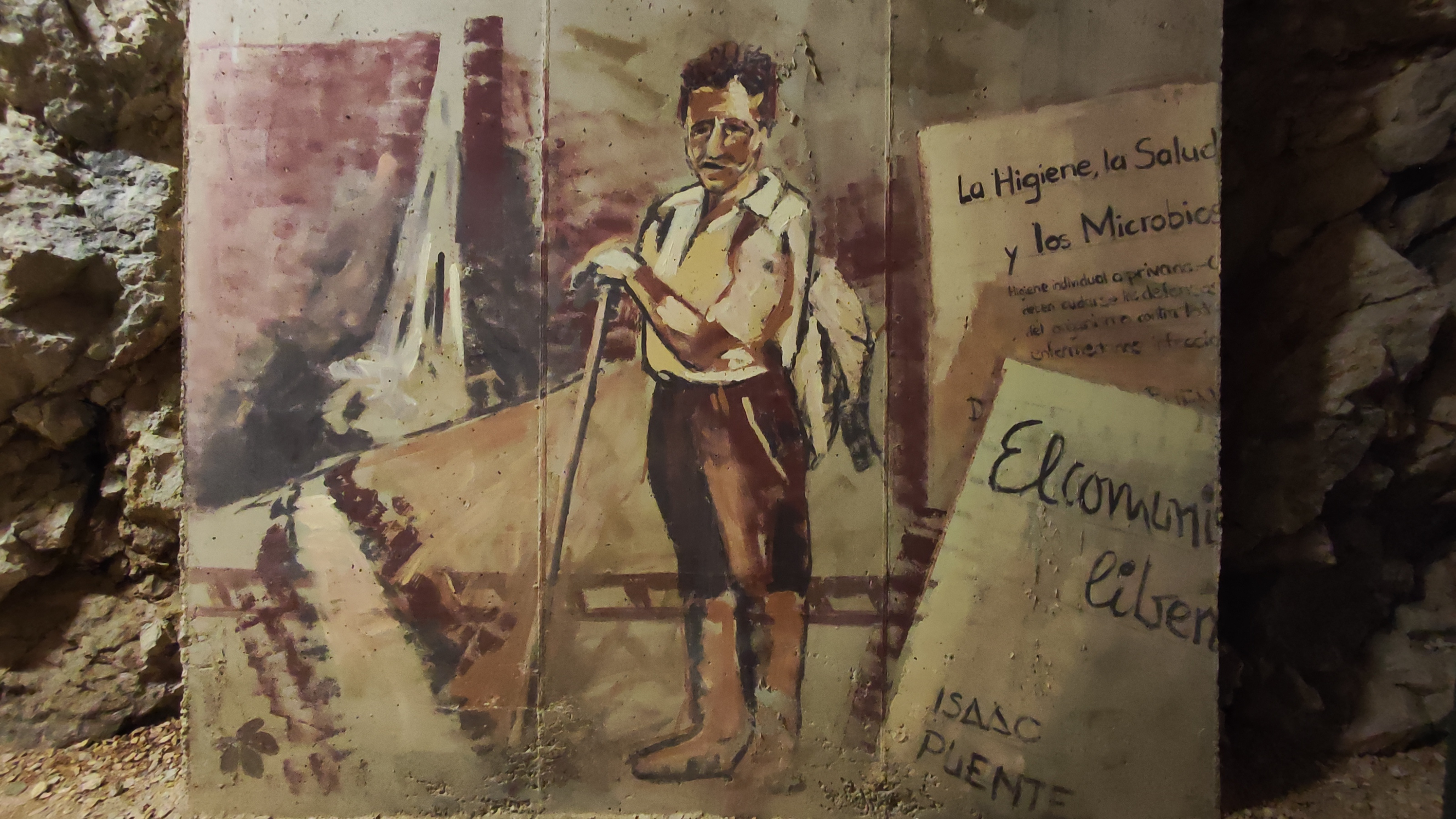
Mural en túnel de Leorza-Cicujano

- Mural en túnel de Leorza-CicujanoEn septiembre de 1936 se dio su nombre al batallón Isaac Puente, una unidad militar del sindicato Confederación Nacional del Trabajo (CNT) del País Vasco que actuó en el Frente Norte durante la guerra civil española (septiembre de 1936 – octubre 1937). Era el n.º 3 de las Milicias Antifascistas de la CNT y el n.º 11 del Euzko Gudarostea, el ejército del País Vasco.
- En 1984 se crea en Vitoria la asociación "Asociación Isaac Puente" con el objetivo de impulsar el anarquismo.[23]
- En 1996, a iniciativa de la Asociación Cultural Zumalde, una plaza de Maeztu pasó a llamarse Isaac Puente. [24]
- Desde 2013 una calle al este de Vitoria lleva su nombre.[25]
- En 2016 se le rindió homenaje en Maeztu, en el 80 aniversario de su desaparición.[26]
- En 2019 uno de los murales realizados en el túnel de Leorza-Cicujano está dedicado a su figura.[27]

- En 2024 se presentó en el municipio de Arraya-Maestu el club de montaña Isaac Puente y se le rindió un homenaje.[28]